# دردار مابعد البيكال
دردار مابعد البيكال (الاسم العلمي:Ulmus transbaicalensis) هو نوع غير مؤكد من النباتات يتبع جنس الدردار من الفصيلة الدردارية. سمي هذا النوع نسبةً إلى منطقة مابعد البيكال في روسيا.